# دستور مقدماتی تار و سه‌تار
دستور مقدماتی تار و سه‌تار عنوان کتابی در زمینهٔ آموزش نواختن سازهای تار و سه‌تار است. این اثر توسط روح‌الله خالقی، موسی معروفی و نصرالله زرین‌پنجه، در سال ۱۳۳۰ برای سال اول هنرستان موسیقی ملی، تنظیم و به چاپ رسید.

## تاریخچه
جلد اول دستور مقدماتی تار و سه‌تار، در سال ۱۳۲۹ برای هنرجویان سال اول هنرستان موسیقی ملی به ریاست روح‌الله خالقی تنظیم و آمادهٔ چاپ بود اما به دلیل فراهم نشدن اعتبار مالی به چاپ نرسید. در سال ۱۳۳۰ «انجمن ملی» این کتاب را برای نخستین بار منتشر نمود. از آن تاریخ به بعد، جلد اول و جلد دوم آن بارها توسط ناشران مختلف از جمله انتشارات سرود، ماهور، صفی‌علیشاه، گنجینه کتاب نارون، نای و نی به چاپ رسیده‌است.

## نویسندگان
روح‌الله خالقی (زادهٔ ۱۲۸۵ ه‍. خ در ماهان کرمان – درگذشتهٔ ۱۳۴۴ در سالزبورگ اتریش) موسیقی‌دان، آهنگساز و نوازندهٔ ویلن اهل ایران بود. وی آهنگساز سرود معروف ای ایران بود. او در سال ۱۳۰۲ به «مدرسهٔ عالی موسیقی» رفت و در آنجا تحت نظر علینقی وزیری آموختن موسیقی و نواختن ویلن را آغاز کرد. وی در ۱۳۱۴ وارد خدمت دولتی در وزارت فرهنگ گردید و در ۱۳۱۷ معاون دفتر وزارتی وزارت فرهنگ شد. در ۱۳۲۰ به پیشنهاد وزیری، معاون ادارهٔ موسیقی کشور و نیز معاون هنرستان عالی موسیقی شد. در ۱۳۲۵ مدتی در وزارت کار و تبلیغات کار کرد. در ۱۳۲۷ متصدی دبیرخانهٔ هنرهای زیبا شد. در ۱۳۲۸ هنرستان موسیقی ملی را تأسیس کرد و رئیس آن شد. خالقی سال‌ها در رادیو ایران نیز فعالیت داشت و از جمله رئیس شورای موسیقی رادیو بود و برنامه‌های رادیویی «یادی از هنرمندان درگذشته» و ساز و سخن را راه‌اندازی کرد. وی همچنین، سرپرست ارکستر گل‌ها نیز بود. خالقی در سال ۱۳۳۸ به در خواست خود از اداره کل هنرهای زیبا بازنشسته شد اما همچنان به فعالیت‌های هنری خود ادامه داد. خالقی در ۱۳۴۴ در سالزبورگ در اتریش پس از چند عمل جراحی ناموفق، بر اثر سرطان معده درگذشت و در گورستان ظهیرالدوله در تهران به خاک سپرده شد. خالقی پس از کتاب نظری به موسیقی٬ کتاب هماهنگی و پس از آن کتاب سرگذشت موسیقی ایران را دربارهٔ سرگذشت موسیقی، موسیقی‌دانان و نوازندگان ایرانیِ هم‌عصر خود نگاشته‌است.
موسی مَعروفی (زادهٔ ۱۲۶۸ ه‍. خ در تهران – درگذشتهٔ ۷ شهریور ۱۳۴۴در تهران) موسیقی‌دان، نوازندهٔ تار، مُدرس و گِردآورندهٔ ردیف موسیقی ایرانی بود. او نواختن سه‌تار را نزد «یوسف صورتگر» که از عکاسان دربار ناصری بود آغاز کرد. سپس از آموزش‌های درویش‌خان بهره برد. او با پشتکار و تمرینِ بسیار به درجه‌ای از نوازندگی رسید که موفق شد نشان «تبرزین طلا» را از درویش‌خان دریافت نماید. وی هم‌چنین نزدحسین هنگ‌آفرین به فراگیری نت پرداخت. او در سال ۱۳۰۲ به مدرسه موسیقی علی‌نقی وزیری راه یافت و بر آموخته‌های خود افزود. موسی معروفی با تکیه بر ردیف میرزا آقا حسینقلی و میرزا عبدالله و استفاده از نوشته‌های علی‌نقی وزیری ردیفی را گردآوری کرد که در سال ۱۳۴۲ منتشر شد. بنا به پیشنهاد موسی معروفی، سلیمان روح‌افزا نوازنده تار، ردیف مذکور را از روی نُت با تار اجرا و ضبط کرد. او در هنرستان موسیقی ملی تدریس می‌کرد و با ارکستر رادیو در بدو تأسیس، همکاری داشت.
نصرالله زرین‌پنجه (زادهٔ ۱۲۸۵ ه‍. خ در تهران – درگذشتهٔ ۲۵ آذر ۱۳۶۰)، نوازندهٔ تار و آهنگساز بود. او همچنین در نواختن سه‌تار، بربط و ترومپت مهارت داشت. او در ۱۳ سالگی نزد «ربیع خان» برادر درویش‌خان به نواختن تار مشغول شد و سپس به خدمت موزیک نظام درآمد. روزی تار می‌زد که حسین هنگ‌آفرین صدای سازش را شنید و ذوق او را پسندید و به شاگردی خود پذیرفت. بعدها از خدمت موزیک نظام استعفا داد و فرصتی یافت تا هنر خویش را تکمیل کند. او مدتی نزد مرتضی نی‌داوود و یحیی زرپنجه و علی‌اکبر شهنازی آموزش دید تا این که با موسی معروفی آشنا شد و ردیفی را که او روایت کرده بود، نواخت. وی در سال ۱۳۲۰ که علی نقی وزیری به هنرستان موسیقی بازگشت، دوباره نزد حسین سنجری به آموختن تار مشغول شد و در اثر تشویق روح‌الله خالقی از وزارت دارایی به وزارت فرهنگ منتقل شد. وی ضمن تدریس در هنرستان موسیقی ملی در تدوین کتاب‌های مقدماتی تار و سه تار نقش ارزنده‌ای ایفا کرد. زرین‌پنجه سال‌ها با رادیو همکاری داشت و رهبر ارکستر سازهای ایرانی رادیو بود و آهنگ‌های بسیاری ساخت که اجرا شد.

## محتوا
جلد اول کتاب دستور مقدماتی تار و سه‌تار شامل موارد زیر است:
مقدمهٔ نوشته شده توسط روح‌الله خالقی، شناسایی خط‌های موسیقی، نت‌هایی که در تار به‌کار می‌رود، شکل و کشش نت‌ها، علامت‌های عرضی یا تغییردهنده، علامت‌های مضراب، انگشت‌گذاری، تصویر موقعیت سیم‌ها و دستان‌بندی روی دستهٔ ساز، پرده‌شناسی در بالا دسته، و تمرین‌ها.
تمرین‌های کتاب شامل ۷۹ تمرین است که از تمرین‌های آسان به قطعه‌های تکنیکی‌تر می‌رسد. نت‌نویسی کتاب با خط موسی معروفی نگاشته شده و خطوط نستعلیق توسط «علی‌محمد نامداری» نوشته شده‌است.

## آلبوم صوتی
آلبوم صوتی جلد اول و دوم کتاب دستور مقدماتی تار و سه تار که توسط هوشنگ ظریف بازنگری شده و در یک جلد منتشر شده بود، در سال ۱۳۸۶ توسط حسین علیزاده با ساز سه‌تار اجرا و توسط مؤسسه فرهنگی هنری ماهور در ۴ سی‌دی منتشر شد.